# にほんばれ (輸送艦)
にほんばれ（LCU-4151）は自衛隊の輸送艦、にほんばれ型輸送艦の1番艦。陸上自衛官が主体となって操艦・運用にあたる見込みの輸送艦で、建造費は約41億円。艦名は航海の安全への願いを込め、太陽にちなむ「日本晴」を元としている。
本記事は、本艦の艦歴について主に取り扱っているため、性能や装備等の概要についてはにほんばれ型輸送艦を参照されたい。

## 艦歴
2024年4月23日、広島県尾道市にある内海造船株式会社瀬戸田工場で起工され、2024年10月29日に「にほんばれ」と命名され進水式した。
2025年4月6日に呉基地において引き渡し式が挙行され、自衛艦旗が掲揚された。配備先は自衛隊海上輸送群第2海上輸送隊。